# Konitopskie Jezioro
Konitopskie Jezioro (kaszb. Jezoro Kònitòwsczé) – przepływowe jezioro wytopiskowe położone na Wysoczyźnie Polanowskiej, na północnym skraju obszaru leśnego Parku Krajobrazowego Doliny Słupi, w pobliżu wsi Gałęzów i Niepoględzie w woj. pomorskim, w pow. słupskim, w gminie Dębnica Kaszubska.
Według urzędowego spisu opracowanego przez Komisję Nazw Miejscowości i Obiektów Fizjograficznych (KNMiOF) nazwa tego jeziora to Konitopskie Jezioro. W różnych publikacjach i na mapach topograficznych jezioro to występuje pod nazwą Jezioro Konitowskie.
Powierzchnia zwierciadła wody według różnych źródeł wynosi od 16,0 ha do 23 ha.
Zwierciadło wody położone jest na wysokości 83,9 m n.p.m. lub 90,3 m n.p.m.